# Печена картопля
Печена картопля — страва з картоплі. Печена картопля має пухку структуру і щільну шкірку, страва з неї може бути подана до столу з начинками та приправами, такими, як масло, сир або шинка.
Картоплю можна запікати в звичайній газовій або електричній плиті, конвекційній печі, мікрохвильовій печі, на барбекю грилі або на відкритому вогні. Деякі ресторани використовують спеціальні печі, призначені для того, щоб готувати велику кількість картоплі, потім тримають її в теплі, щоб вона була готова до подачі.
Перед приготуванням картопля повинна бути чисто вимита та висушена, з бульби видаляються очі та поверхневі плями. Бульби проколюються виделкою або ножем, щоб в процесі випікання з неї виходила пара. Якщо це не зробити, то картопля, в процесі приготування в мікрохвильовій печі, може бути розірвана внутрішнім тиском від пари, що виділяється. Картопля запікається також у звичайній духовці при температурі близько 200 °C. У мікрохвильовій печі картопля запікається від шести до дванадцяти хвилин, в залежності від потужності духовки та розміру картоплі.
Деякі сорти картоплі, такі як 'Russet Burbank' і картопля сорту «Король Едуард», більше підходять для випічки через розмір та консистенцію.
Перед приготуванням картоплю можна загорнути в алюмінієву фольгу, що при приготуванні на відкритому вогні або на вугіллі мангала допоможе запобігти обвуглюванню шкірки. Картопля, приготована на вугіллі багаття, має обвуглену неїстівну шкірку.
Картопля, запечена в шкірці, може втратити від 20 до 40% вітаміну С. Невелику картоплю можна спекти швидше, ніж велику, при цьому в ній залишиться більше вітаміну С.

## Варіанти
У деяких варіантах в запеченої картоплі вибирається внутрішній вміст. Запечена шкірка залишається, як каркас для страви. Обрана картопляна маса змішується з різними продуктами, такими, як сир, вершкове масло  або бекон. Цю суміш закладають назад в шкірку, кладуть в духовку і заново запікають. В Америці ця страва називається «Картопля в мундирі» або «Двічі печена картопля». У Великій Британії використовують більш різноманітні, ніж в Америці, начинки: квасоля, курка, риба, креветки та ін. В Шотландії для начинки використовується хаггіс (баранячі тельбухи).

## Регіональні особливості

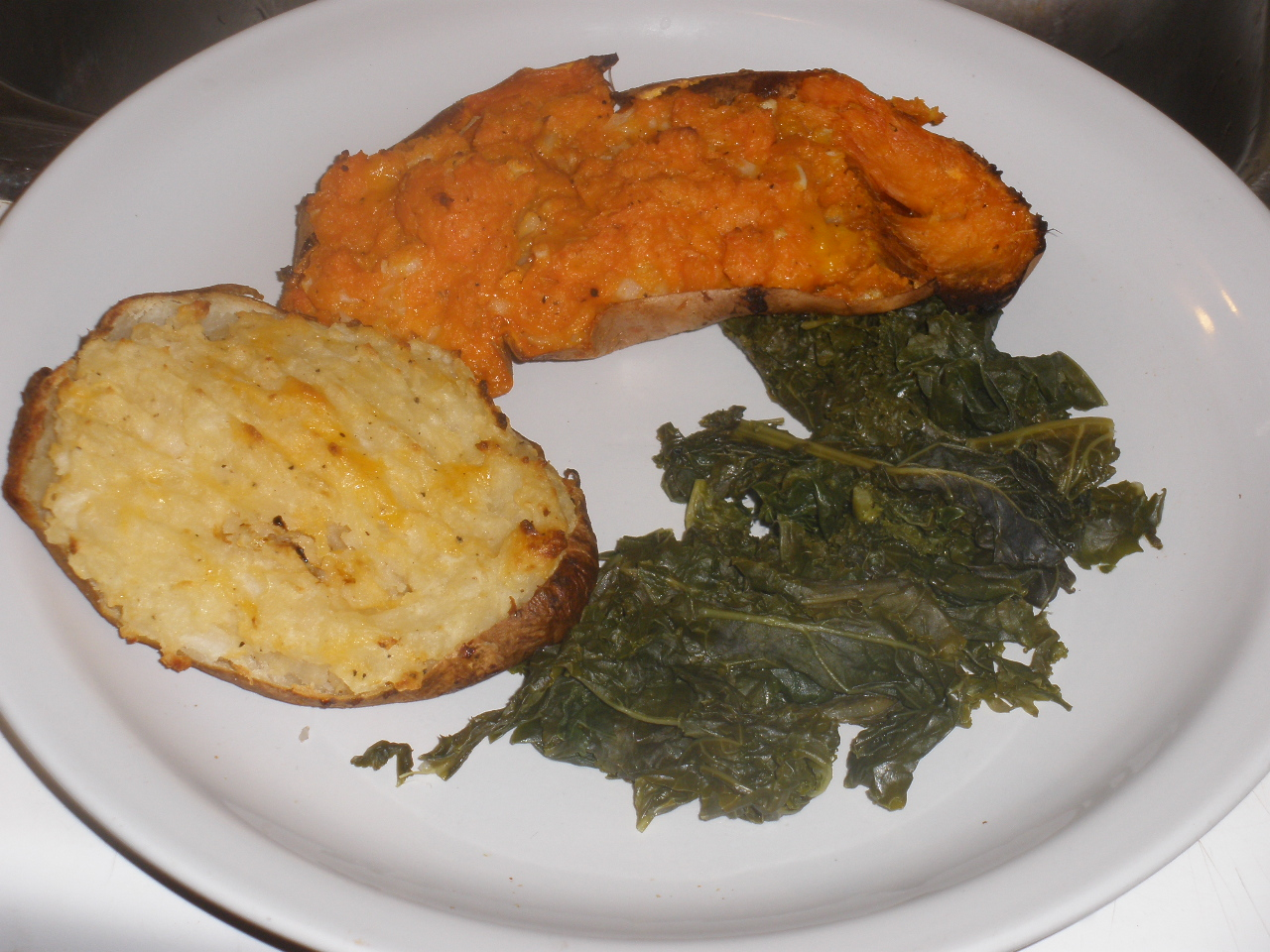
Печена картопля і солодка картопля з капустою

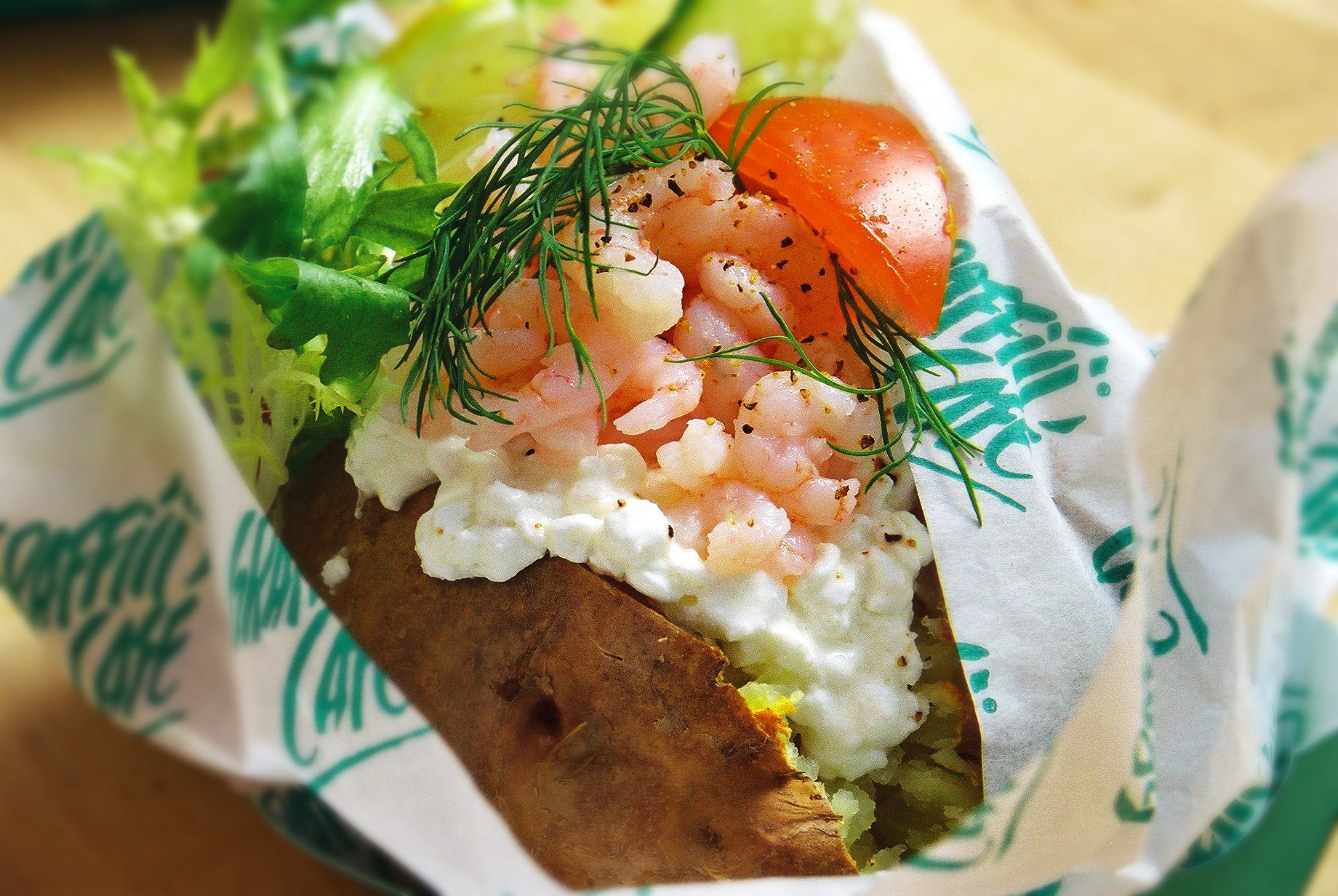
Печена картопля з креветками, сиром, кропом, помідорами та салатом

### Північна Америка
У багатьох ресторанах Північної Америки подають запечену картоплю з такими начинками, як вершкове масло, сметана, цибуля, тертий сир, бекон. Запечена картопля може бути гарніром для біфштекса.
Фарширована запечена картопля подається і як основна страва. У цьому випадку вона подається з м'ясом. До страви можуть подаватися овочі.

### Велика Британія

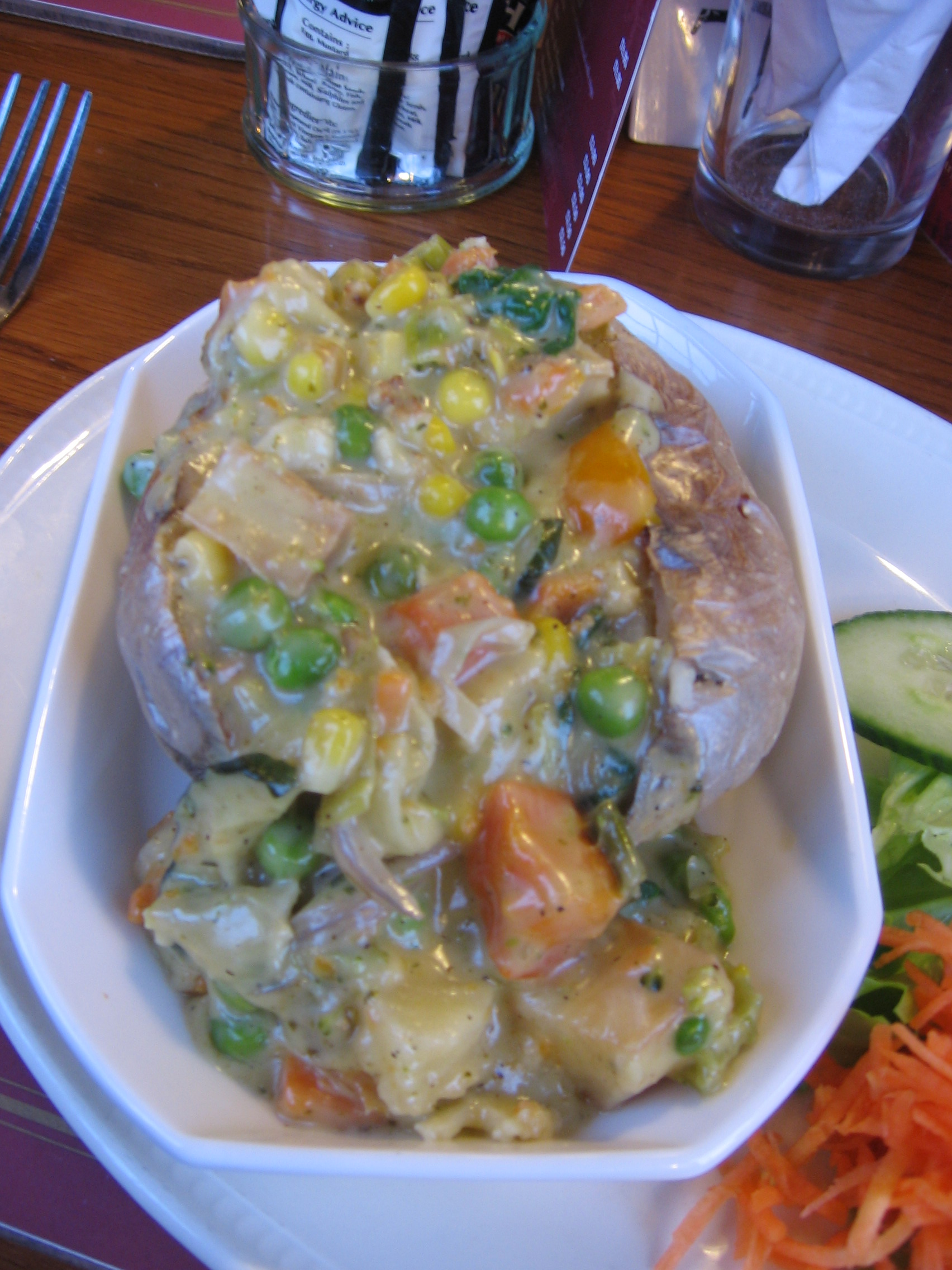
Печена картопля з овочевою підливою в Сполученому Королівстві

Печена картопля у Великій Британії називається картоплею в мундирі. Печена картопля була популярна у Великій Британії протягом багатьох років. Від середини XIX століття її продавали яточники на вулицях міст. У Лондоні щодня продавали близько 10 тонн печеної картоплі.
Картопля в мундирі у Сполученому Королівстві часто продавалася з начинкою, яка містила в собі сир, квасолю, рибу, майонез, м'ясо курки або бекон.
Наразі, в рамках переходу на здорове харчування, печена картопля знову з'явилася на вулицях Великої Британії в пересувних кафе та ресторанах. Мережа ресторанів швидкого харчування Spudulike спеціалізується на продажі печеної картоплі.

### Франція
Печена картопля французькою мовою — «pomme de terre au four». У Франції вона подається як гарнір до м'ясних страв або як основна страва в ресторанах фаст-фуду «Pataterie».

### Туреччина
У Туреччині Kumpir, печена картопля з різними начинками, — популярний фаст-фуд.Тут її частіше готують у фользі і запікають у спеціальних печах. Картоплю розрізають навпіл, внутрішній вміст змішують з несолоним вершковим маслом і з сиром. Можна додавати також такі продукти, як майонез, кетчуп, мариновані огірочки, кукурудзу, сосиски, моркву, гриби та салат Олів'є. 

### Україна
Печена картопля з різними начинками — традиційна українська страва. Однак останнім часом вона стає поширеною в пунктах швидкого харчування.

### Бразилія
Печена картопля досить популярна в Бразилії. Там її називають batata inglesa (батата інглес), що дослівно перекладається як англійська картопля, ймовірно, через вирощування в країні англійського сорту картоплі Король Едуард.

## Галерея

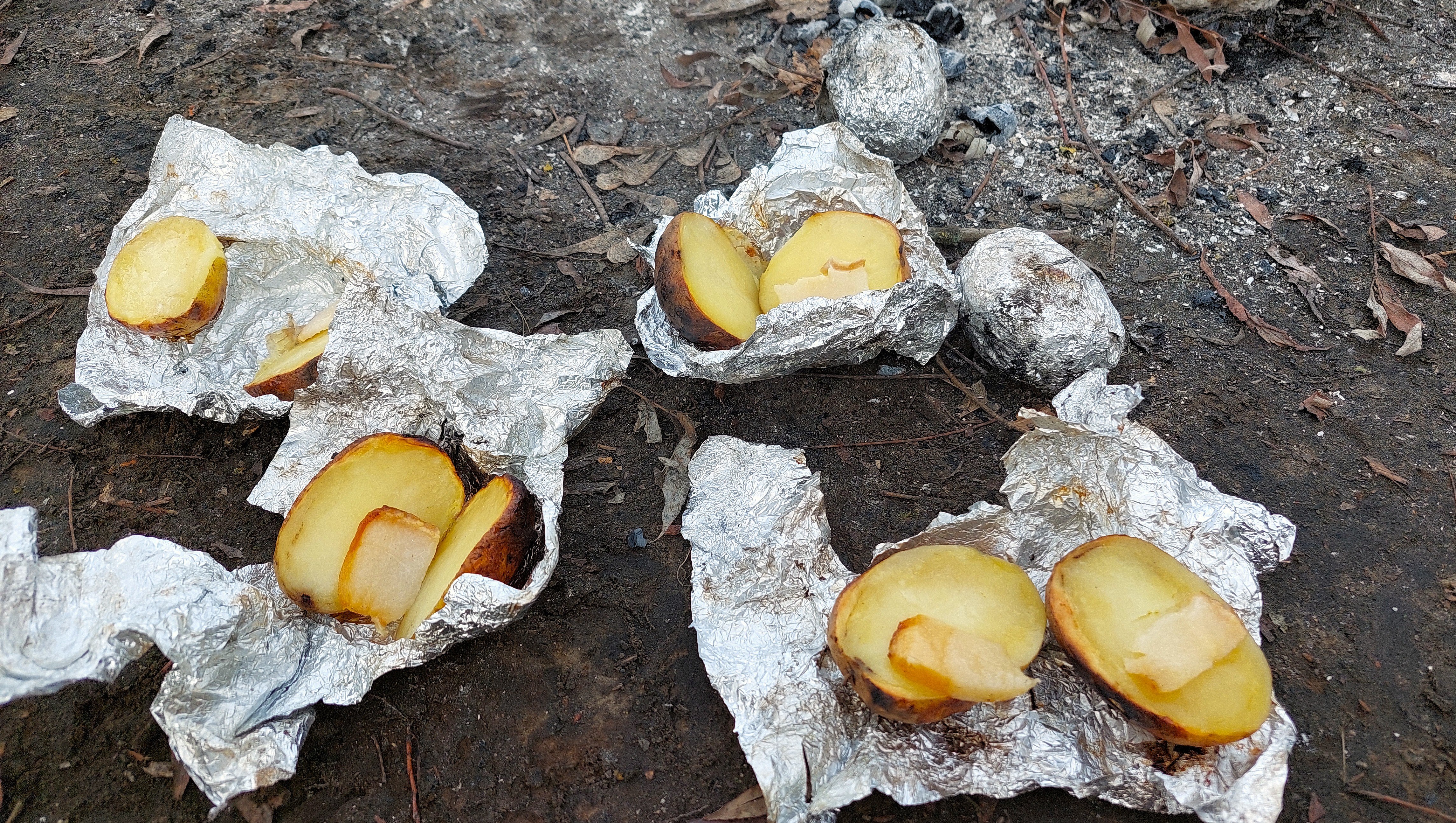
Печена картопля на вогнищі з салом
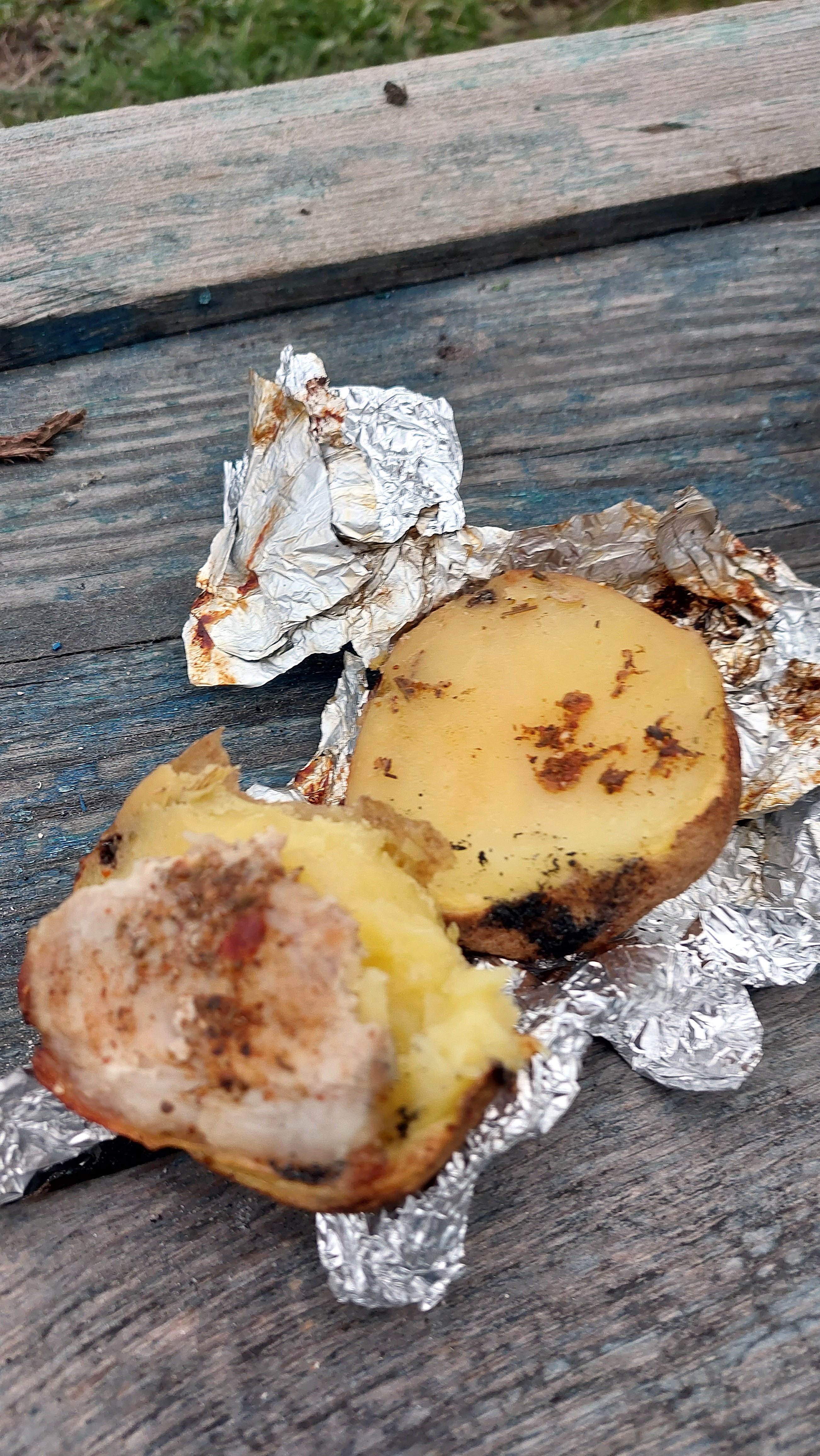
Печена картопля на вогнищі з підчеревиною